# KrAZ-6322
KrAZ-6322（ウクライナ語：КрАЗ-6322）は、ウクライナのAvtoKrAZが開発した6x6大型オフロード車輌である。基本型となるKrAZ-6322は貨物自動車で、他に同じプラットフォームを使用した各種車輌がある。

## 概要

### 基本構造
KrAZ-6322は、それまで生産されていたKrAZ-255やKrAZ-260の構造を元に、それらを近代化した改設計型として登場した。そのため、直接的には一世代前のKrAZ-260によく似た構造・外観となっている。
KrAZ-6322のプラットフォームであるKrAZ-63221（КрАЗ-63221）は、高い走破力を持っており、貨物や乗客を乗せてあらゆる状態の道路、荒地、起伏に富んだ地形を走行できる。このプラットフォームは、気温-45度から+50度までの範囲での使用が想定されている。車体にはスペアタイヤなどのスペアパーツおよび工具類を備えており、また、運用側の必要に応じて予熱器も装備することが可能である。デザインは、従来のKrAZ トラックのイメージを引き継いだ角型のボンネット仕様のエンジンルームを特徴としたものとなっているが、ボンネットはKrAZ-255などと比べればよりUralAZ製トラックに近い曲線を帯びた形状となっている。バンパー部分には、前照燈とウィンカーが備わっている。
サスペンションは、前部と後部とに分かれた独立懸架式で、縦向きの半楕円形スプリングを有する。前部サスペンションは2基の水圧式ショックアブソーバー、後部サスペンションは1基のバランサー式ショックアブソーバーを装備している。ブレーキは、圧縮空気式のフットブレーキ、駐車ブレーキ、排気ブレーキを有する。エンジンはV型8気筒のターボチャージャー付きディーゼルエンジンで、仕様要求によりEURO-0規格のYaMZ-238DかEURO-2規格のYaMZ-238EYe2が搭載できる。出力は330馬力、トルクは133kgf/m、排気量は14.86 Lで、最高速度80km/hでの走行が可能である。クラッチは、乾式のものが2枚装備されている。車輪は、直径1,300mm、幅530x533mmの530/70R21が使用されている。陸上のみならず、深さ1.2mまでの浅瀬も走行できる。牽引力も優れており、30tまでのトレーラー、あるいは75tまでの航空機を牽引することができる。発展性は58%である。

### 派生型
KrAZ-63221 プラットフォームを使用する基本型となるKrAZ-6322 トラックの荷台部分には、MAZ-8926が使用されている。MAZ-8926は幌を装備することができ、KrAZ-6322は標準的な幌付き車となる。
一方、その有蓋車（Автомобиль-фургон）型として開発されたのがKrAZ-6322 AF1（КрАЗ-6322 АФ1）である。軍用の輸送、あるいは修理用車輌、また、特殊車輌として使用できる他、トレーラー・ヘッドとしても使用できる。また、人員輸送のための座席も装着することができる。
回収車（Автомобиль эвакуатор）として開発されたのがKrAZ-6322-076（КрАЗ-6322-076）で、未舗装地における車輌の修理・改修任務に当てられる。いわゆるユニック車であり、運転席後ろに吊り上げ・牽引用のクレーンを備えている。
軍専用車輌としては、ソ連・ロシア製のウラル-375Dを使用したBM-21の後継となるべくKrAZ-6322-121 フラード（КрАЗ-6322-121 «Град»）、あるいはBM-21M フラードU（БМ-21М «Град-У»）と呼ばれるロケット砲も開発されている。また、車体を延長し搭載するロケット弾を40発増加した車輌も開発されている。この「フラード」仕様は、前のKrAZ-260にも適用されている。「フラード」搭載型KrAZ-6322とKrAZ-260は、ともに2008年8月24日にキエフで実施された独立記念日パレードに参加している。また、電子戦支援システムとして開発された「コリチューハ」レーダーシステムにも搭載車としてKrAZ-6322が使用されている。「コリチューハ」システムは、グルジアにも輸出されている。
- KrAZ-63221

シャーシの前後車軸間を延長したロングシャーシ型で、最大搭載量が11tに増えている。
- KrAZ-6446（ウクライナ語版）

セミトレーラー用の牽引自動車仕様。最大けん引重量が70トンに達するため、戦車トランスポーターとしても用いられる。

#### 自走砲
- BM-21U フラード-M（ウクライナ語版）

BM-21の車体を、KrAZ-6322に変更した車両。
- バスティオン-01（ウクライナ語版）

KrAZ-6322RA（КрАЗ-6322РА）の車体に、BM-21グラードの40連装122mmロケットランチャーを装備した、自走式多連装ロケット砲。
派生型のバスティオン-02は、前後の車軸間の車体を延長した車体を使用しており、キャビンとロケットランチャーの間に予備のロケット弾を搭載する空間を確保している。
- バスティオン-03

KrAZ-6322RA（КрАЗ-6322РА）の車体に、BM-27ウラガンの16連装220mmロケットランチャーを装備した自走式多連装ロケット砲。
- ヴェルバ

BM-21の改良型で、KrAZ-6322の車体がベース。外見上は、キャビンが4ドアになっている（＝座席数が増えている）のが特徴。
- 2S22 ボグダナ

KrAZ-63221をベースとした自走榴弾砲。装甲化された4ドア式キャビンを備えるほか、荷台に直接NATO規格の155mm榴弾砲を搭載している。全体的な形状はフランス製のカエサルに近い。2018年から運用試験に入ったが、本格量産に入る前にロシア軍の全面侵攻が始まった。

#### 装甲車
- KrAZ フォアポスト（ウクライナ語版）

既存のKrAZ-5233やKrAZ-6322を改造して製作される装甲トラックで、荷台部分にV字型の底面を持つ装甲キャビンを搭載している。
- KrAZ-6322 ラプター（ウクライナ語版）

KrAZ-6322をベースにした装甲トラックで、荷台部分に兵員輸送用の装甲キャビンを搭載しているほか、運転台のキャビンも装甲化されている。乗員数は2名＋兵員24名。
- KrAZ フィオナ（ウクライナ語版）

KrAZ-6322をベースとしたMRAPで、乗員は2名＋兵員10名。

### ウクライナ軍への採用
ウクライナ国防省の要求に基づき、2007年には複数の試作車輌が製造された。国防委員会によって、ウクライナ軍とAvtoKrAZは5ヶ月間に悪条件下での国家試験をウクライナ各地で実施することが取り決められた。試作車輌は、この期間の内に15,000km以上の距離を走破した。試験ルートには、舗装道路の他、未舗装の土壌面や砂地のオフロードが含まれた。試験車輌はいずれも良好な成績で国家試験を通過し、ウクライナ軍への採用が正式に決定された。
ウクライナ軍では、KrAZ-6322は「兵士」という意味の愛称を含むKrAZ-6322 ソルダート（КрАЗ-6322 «Солдат»）の名で制式化された。2008年2月22日には、AvtoKrAZより納入される第一陣となる15輌が国防省に受領された。
ウクライナ国防省の兵器および軍用車輌研究・購入部門代表班は、AvtoKrAZの生産部門と生産車輌を見学する機会を持った。AvtoKrAZは、試験場において新型車輌のデモンストレーションを実施した。部門長であるヴォロドィームィル・フレークは、自ら新型車輌に乗車してその高い性能を確認した。フレークは、この新型車輌はウクライナ軍の即応合同部隊に配備されることになるであろうと公表した。国防省は、AvtoKrAZよりウクライナ軍向けに57輌のKrAZ-6322を購入する契約を締結した。戦略部門長であるセルヒーイ・コトリャール大佐によれば、KrAZ-6322は新しいレベルの性能を備えており、現在ウクライナ軍で運用されている4,500輌近くのKrAZ製自動車を補強し、更新する車輌となるであろうとされている。

### 輸出
2008年2月、AvtoKrAZは、KrAZ-6322の派生型となる燃料車がインドネシアの国家警察に採用されたことを発表した。この燃料車は、スーダンにおける国際連合の平和維持軍で運用されることが予定されている。完成される車輌は国連色となる白色に塗られ、2008年3月末までに納入される予定である。
この他、KrAZ-6322とその派生型は、イラク、イエメン、アンゴラ、エジプトなどに納入されることになっている。これらは、水あるいは燃料のタンクローリーや修理回収車として使用される予定である。